# Marcantonio Bassetti
Marcantonio Bassetti (Verona, 1586 – Verona, 1630) è stato un pittore italiano.

## Biografia
Marcantonio Bassetti discendeva da famiglia notarile. Fu allievo per un breve periodo di Felice Brusasorci, che ebbe una bottega popolosa e morì nel 1605. Carlo Ridolfi scrive che si trasferì dopo questo avvenimento a Venezia e lì si avvicinò alla pittura di Savoldo, Jacopo e Leandro Bassano e, in particolar modo, del Tintoretto (i cui dipinti riportò in numerosi disegni, molti dei quali si trovano al Museo del Louvre).
Trasferitosi a Roma verso il 1615, lavorò come il condiscepolo Alessandro Turchi per il cardinale Scipione Borghese e affiancò Carlo Saraceni in diversi cantieri, come la Chiesa di Santa Maria dell'Anima e la Sala Regia nel Palazzo del Quirinale. Interessatosi al naturalismo a Venezia quando aveva declinato verso i modi del Bassano, approfondì tale indirizzo a Roma studiando il Caravaggio e Orazio Gentileschi, le opere dei quali andò copiando in dipinti e in disegni (una copia della nota Incredulità di San Tommaso che all'epoca era presso il marchese Vincenzo Giustiniani si trova al Museo di Castelvecchio a Verona, mentre nello stesso museo si conserva un foglio che riprende Marta e Maddalena del Gentileschi oggi all'Alte Pinakothek di Monaco di Baviera).
Rientrato a Verona intorno al 1619, Bassetti entrò nell'orbita dei monasteri cittadini e suburbani, per i quali realizzò tele monumentali oppure piccole pitture sulla locale pietra di paragone. Inoltre ritrasse diversi personaggi, le cui effigi si trovano oggi in diversi musei e collezioni private (al Museo di Castelvecchio se ne trovano diversi, come il cosiddetto Uomo con guanto oppure l'Uomo con libro). Nei primi anni del secondo decennio del Seicento si situa anche l'esecuzione dell'imponente tela raffigurante l'Assunta per il monastero di Geisenfeld in Baviera.
Si dedicò assiduamente al disegno diminuendo sempre di più la pratica della pittura con l'andare degli anni. Morì, come i condiscepoli Pasquale Ottino e Santo Creara, nel 1630 di peste, dopo avere prestato assistenza ai malati. La sua biografia è contenuta nelle Vite di Carlo Ridolfi, che visitò Verona nel 1628 e col pittore si intrattenne nel corso di diversi colloqui.

## Galleria d'immagini

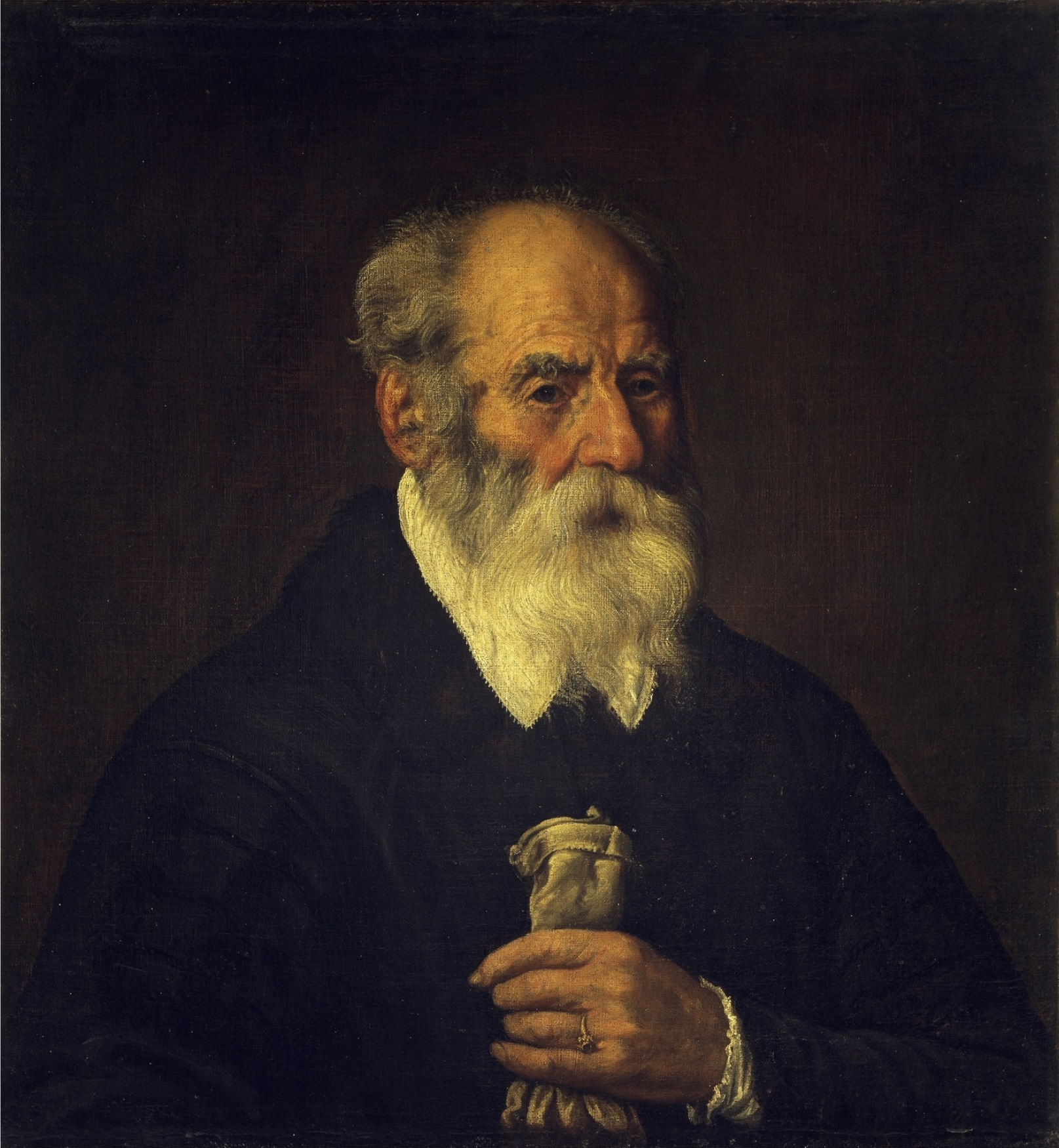
Marcantonio Bassetti. Uomo con guanto
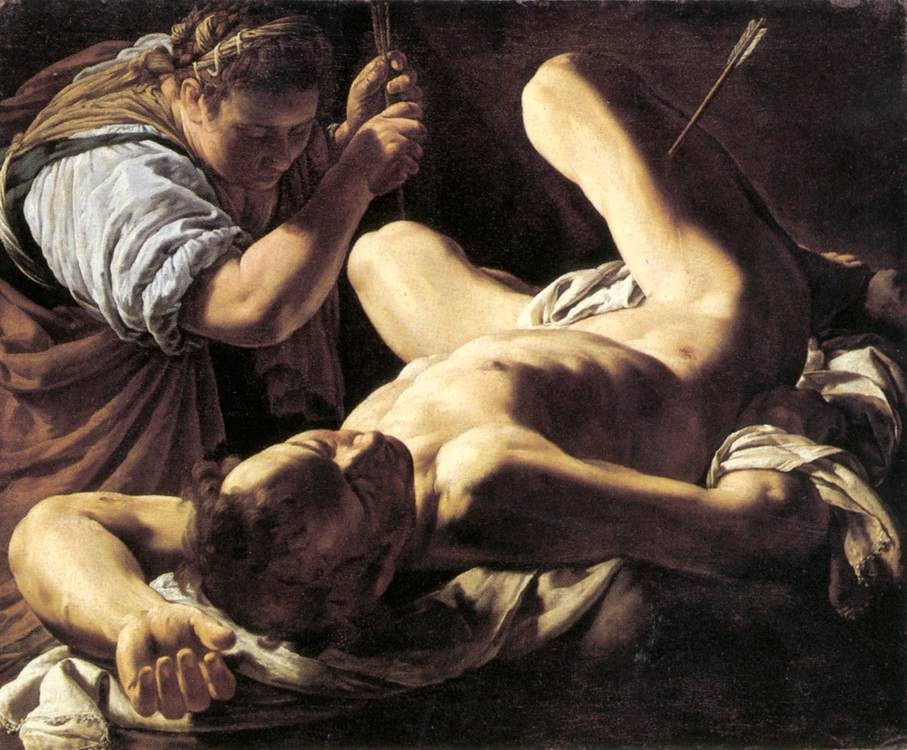
Marcantonio Bassetti. Sant’Irene medica San Sebastiano
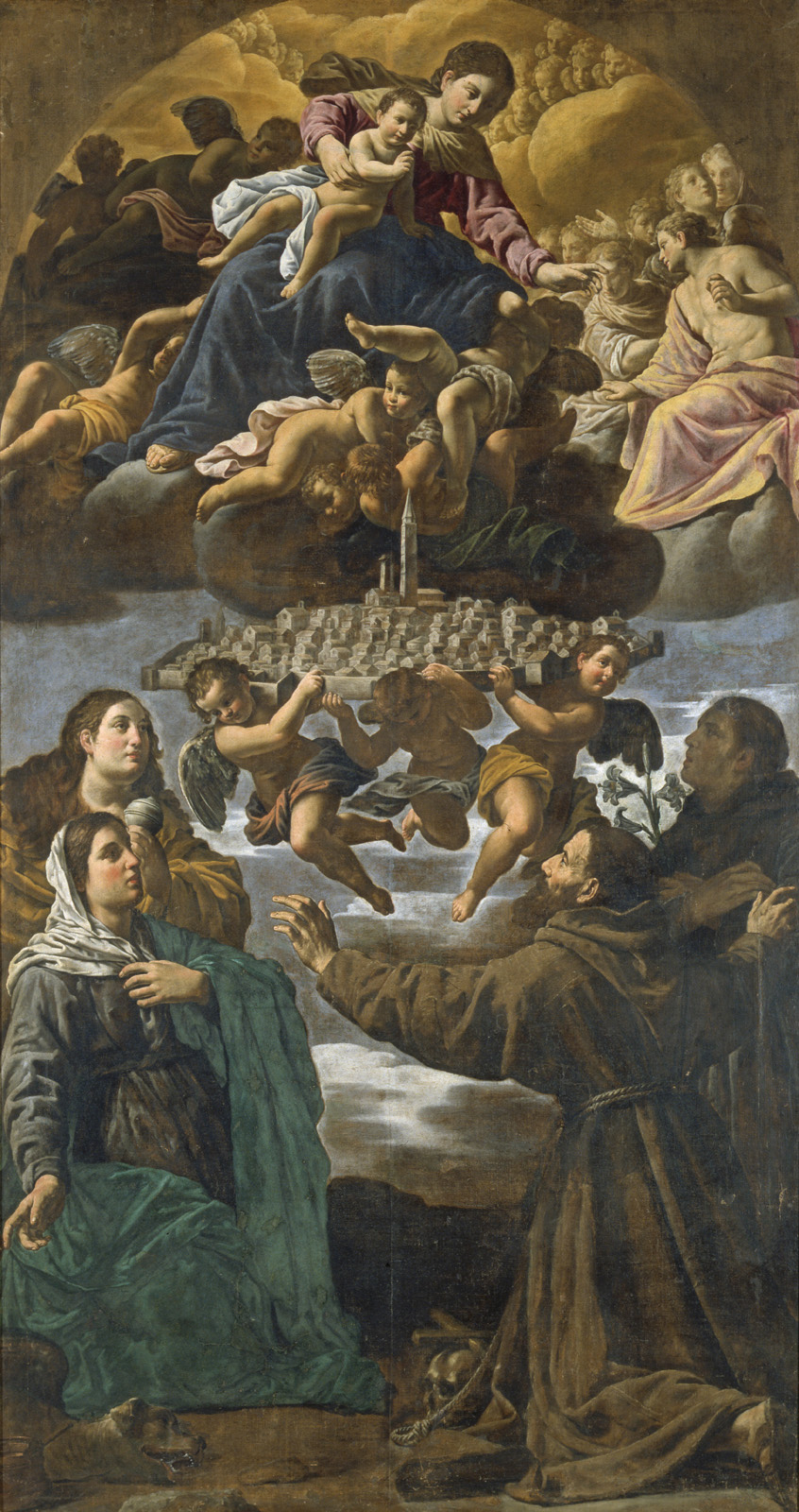
Marcantonio Bassetti. Madonna e Bimbo e Santi
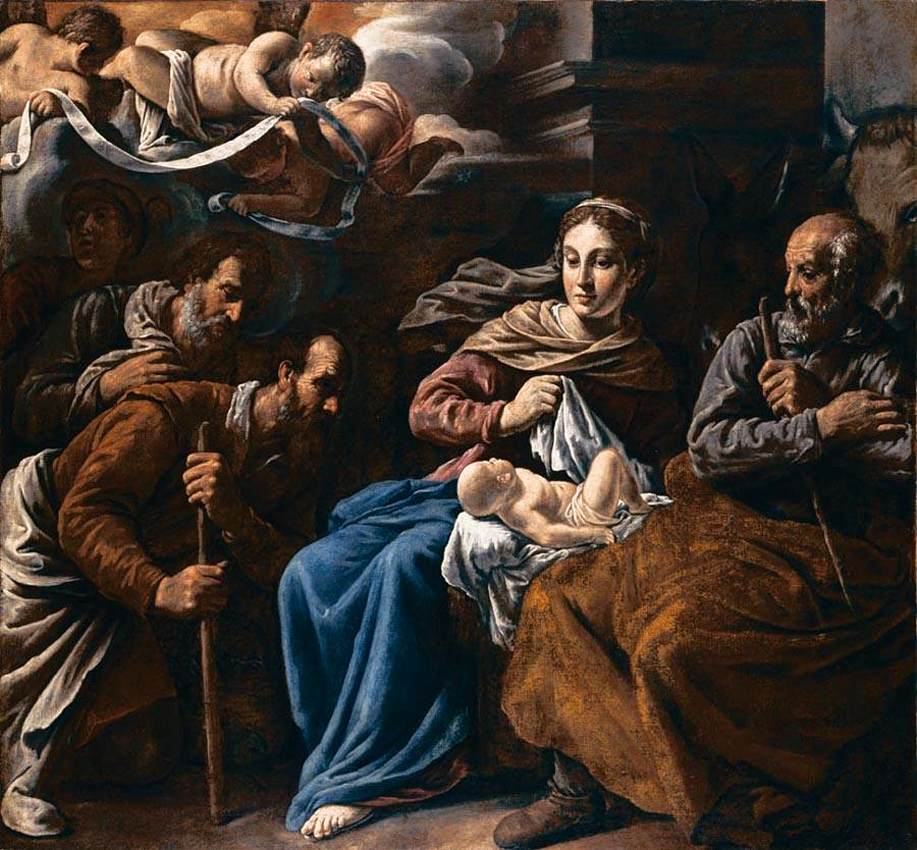
Marcantonio Bassetti. Adorazione dei pastori
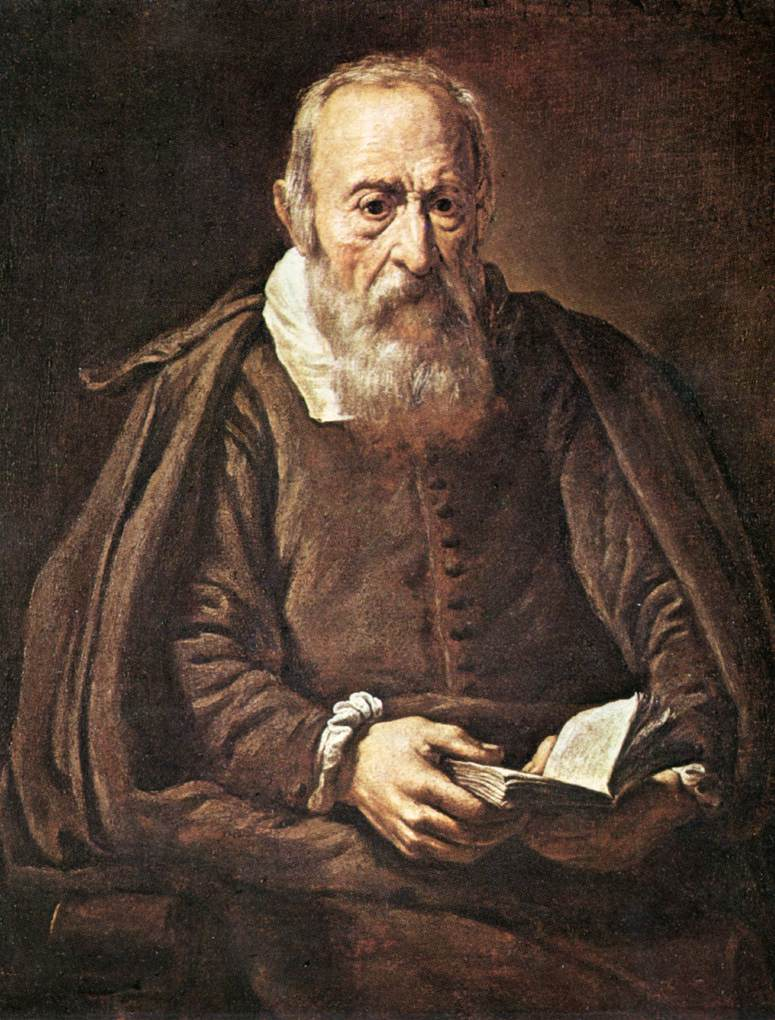
Marcantonio Bassetti. Uomo con libro